# Chi Đơn nem
Chi Đơn nem (danh pháp khoa học: Maesa) là một chi thực vật có hoa. Nó là chi duy nhất của phân họ Maesoideae.
Theo truyền thống nó được đặt trong họ Myrsinaceae, nhưng được Källersjö M. và ctv tách ra theo nghiên cứu của họ năm 2000 và đặt trong họ Maesaceae. Tuy nhiên, gần đây hệ thống APG III năm 2009 chỉ coi nó là phân họ Maesoideae của họ Primulaceae nghĩa rộng.

## Đặc điểm
Chủ yếu là dây leo hoặc cây bụi, cây gỗ thường xanh, không gai. Các lá đơn có cuống, mọc xoắn ốc, không có lá kèm. Mép lá nguyên hoặc khía răng cưa. Hoa đơn tính hay lưỡng tính, nhỏ, có bao hoa kép, 5 lá đài hình phễu, 5 cánh hoa hợp màu trắng hay hơi vàng, biến dạng thành hình chuông, mọc thành cụm hoa dạng chùm hay bông với các lá bắc nhỏ. Nếu là hoa đơn tính thì thuộc dạng đơn tính cùng gốc. Năm nhị ngắn. Từ 2 tới 5 lá noãn, dạng quả tụ. Nhụy dài hơn nhị, với đầu nhụy kép hay 3-5 thùy. Quả thuộc dạng quả hạch hay quả mọng. Hạt nhiều.

## Các loài
Khoảng 150-200 loài được công nhận trong chi này, tùy theo từng tác giả. APG công nhận 150 loài. Một số loài liệt kê dưới đây:
- Maesa alnifolia
- Maesa angolensis
- Maesa balansae
- Maesa bequaertii
- Maesa borjeana
- Maesa butaguensis
- Maesa cordifolia
- Maesa djalonis
- Maesa emirnensis
- Maesa indica
- Maesa japonica
- Maesa kamerunensis
- Maesa kivuensis
- Maesa lanceolata
- Maesa macrocarpa
- Maesa mildbraedii
- Maesa nuda
- Maesa palustris
- Maesa picta
- Maesa rufescens
- Maesa rufo-velutina
- Maesa ruwenzoriensis
- Maesa schweinfurthii
- Maesa serrato-dentata
- Maesa tabacifolia
- Maesa velutina
- Maesa vestita
- Maesa welwitschii

## Hình ảnh

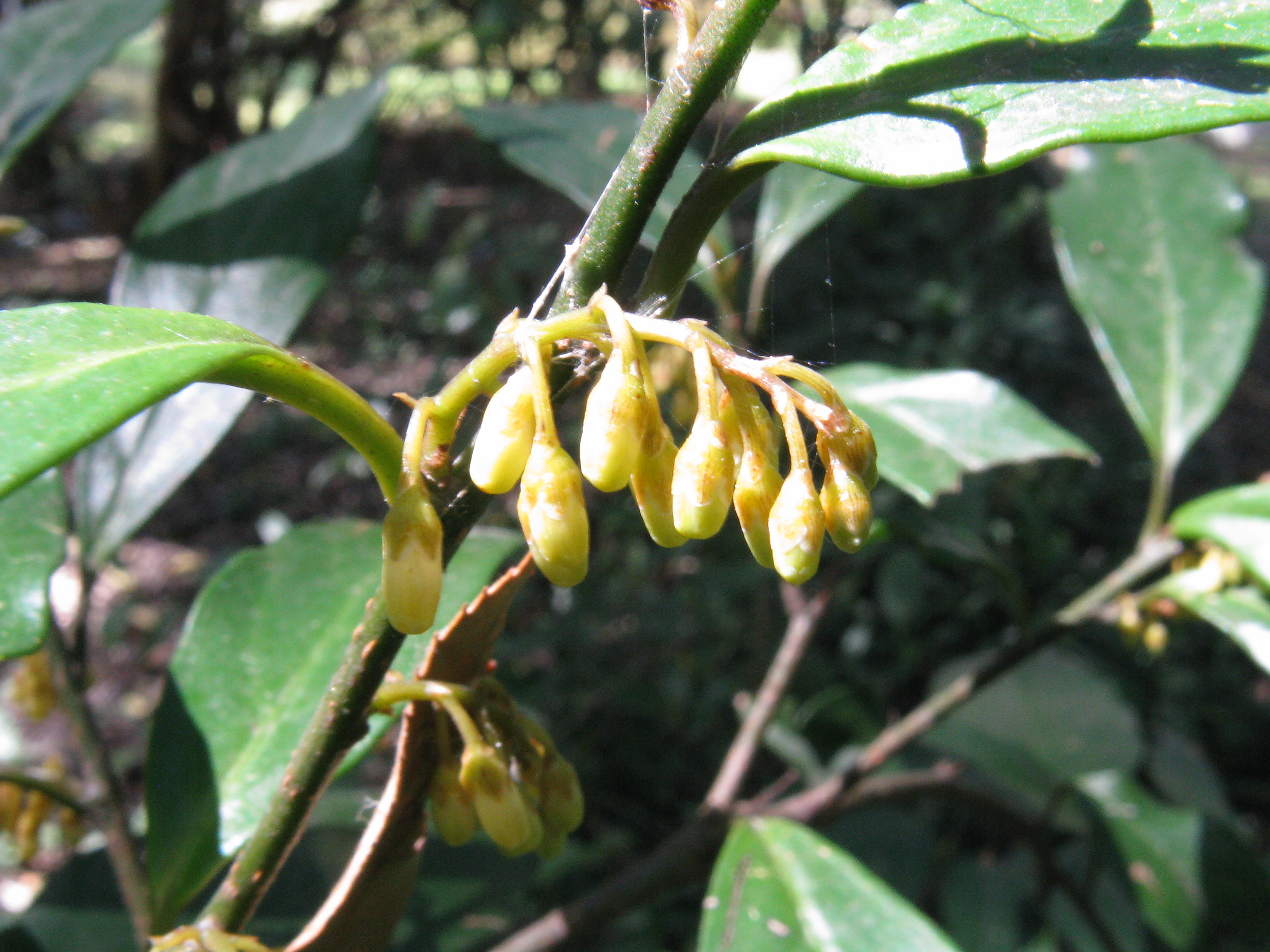
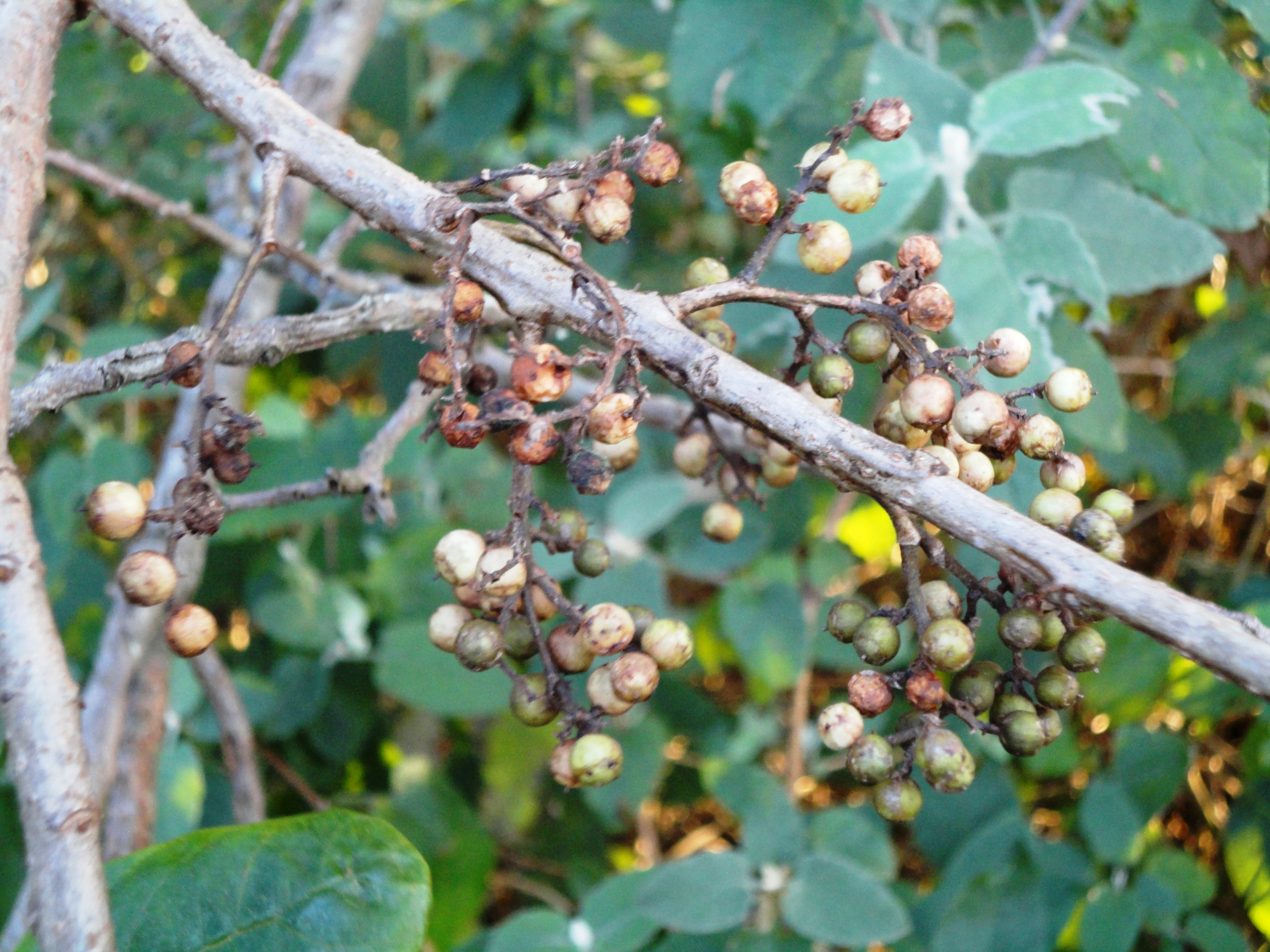
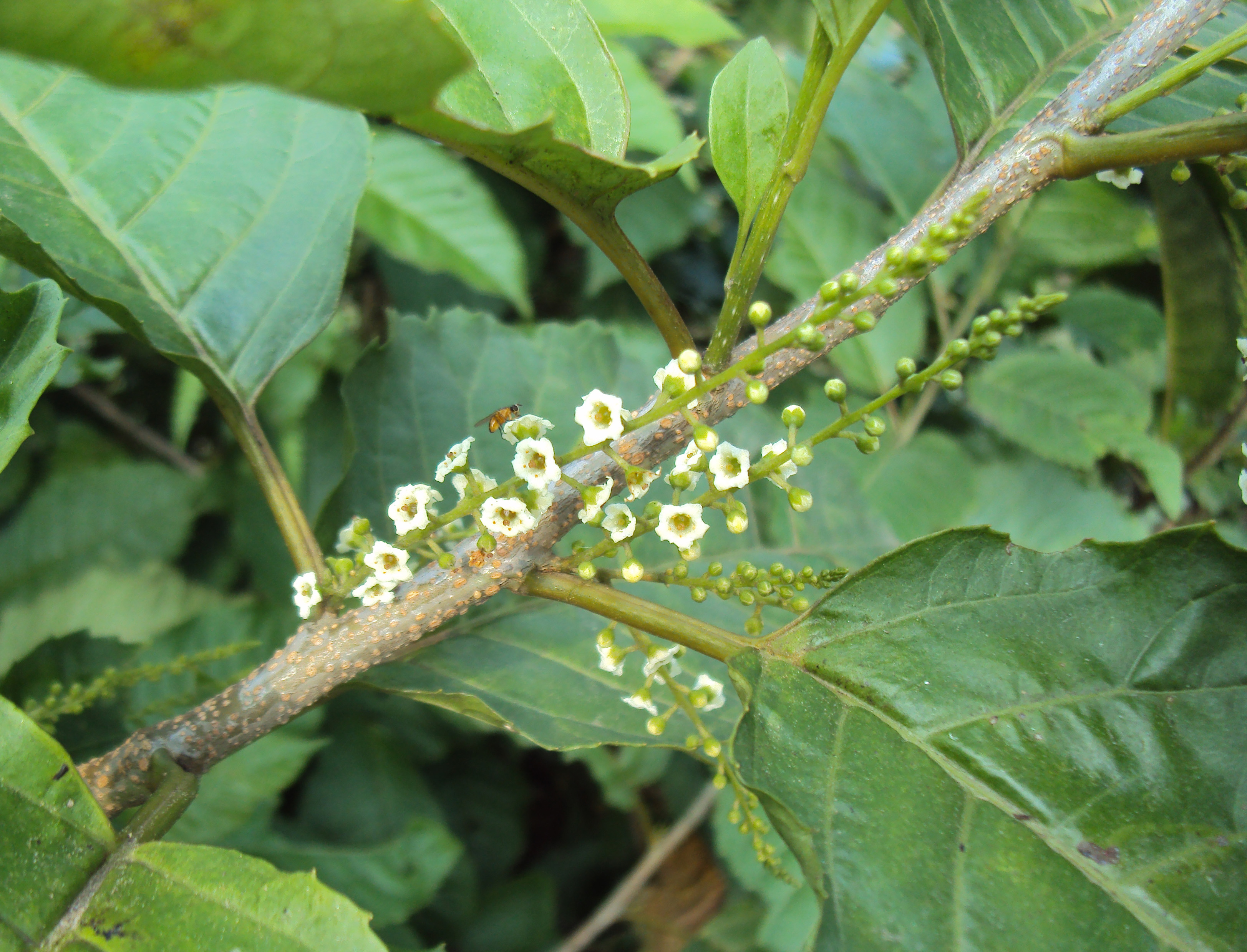
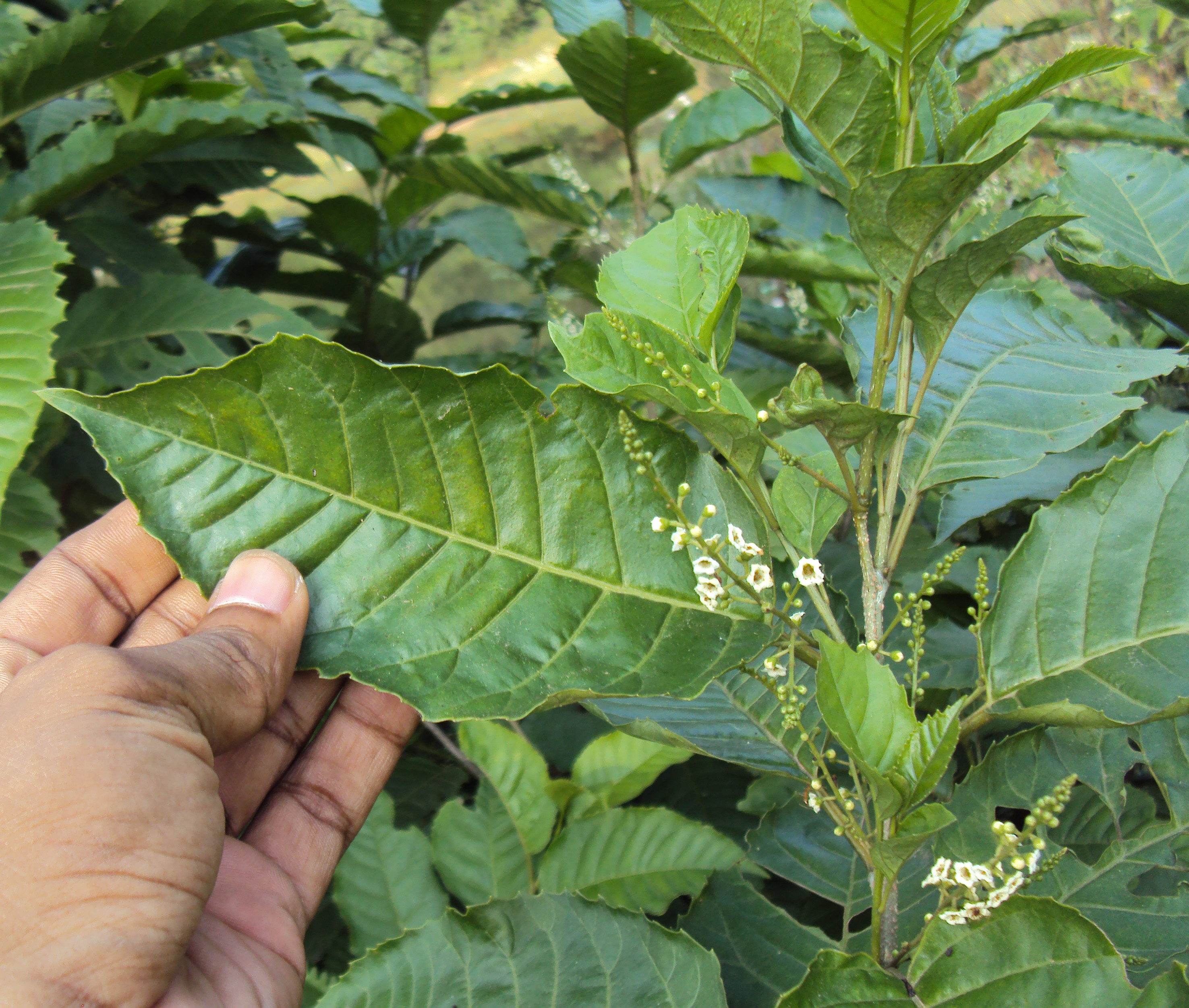